# The Law North of 65
The Law North of 65 è un cortometraggio muto del 1917 diretto da  Colin Campbell. Prodotto dalla Selig Polyscope Company, il film aveva come interpreti Bessie Eyton, Joe King, Wheeler Oakman e Tom Mix, che ne firma anche la sceneggiatura.

## Trama
Mentre Pierre, il suo innamorato, è a caccia nell'estremo nord, Jeanne si lascia coinvolgere dalle storie che le racconta Niklo, un nuovo venuto, e dimentica Pierre. Il padre della ragazza la manda via con lui e, quando Pierre torna, non riesce a dimenticare la fidanzata. Una notte, sentendo delle urla di donna, accorre, per scoprire che a urlare è proprio Jeanne, maltrattata da Niklo. Sta per affrontare il bruto, ma l'uomo resta ucciso incidentalmente. Liberata dal brutale marito, ora Jeanne può riprendere la sua storia d'amore con il tenero Pierre.

## Produzione
Il film fu prodotto dalla Selig Polyscope Company

## Distribuzione
Distribuito dalla General Film Company, il film - un cortometraggio in due bobine - uscì nelle sale cinematografiche statunitensi il 6 ottobre 1917.